# Yxkastning

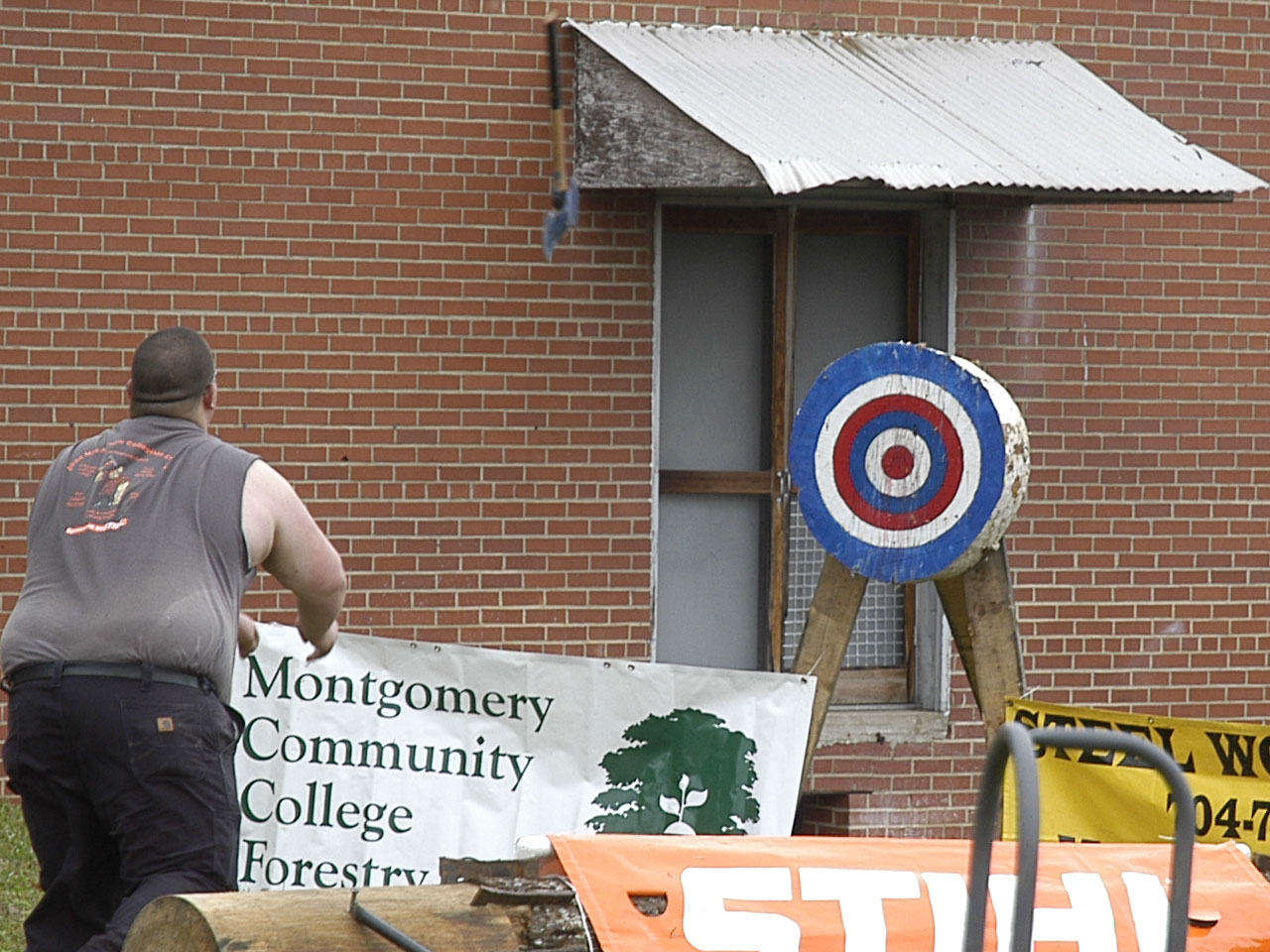
Yxkastning på festival i USA. Yxan i luften i mitten av bildens överkant.

Yxkastning är en sport där man ska kasta en yxa och träffa en måltavla så nära mitten som möjligt. Tavlan är av trä och 914 mm i diameter (36 tum). Den är placerad 6,1 meter (20 fot) från kastaren. Man kastar med en dubbeleggad yxa. Det är bara den främre eggen i kastriktningen som räknas när man räknar träffens poäng. Det betyder att yxans skaft ska peka nedåt för att vara ett godkänt kast. Måltavlan  är rund och numrerad 1-5 med 5 som mitten. Man får den poäng man träffar och man räknar den högsta poäng som yxan nuddar. Man gör oftast tre kast (ibland fler beroende på tävlingen) och räknar samman poängen. Högst totalpoäng vinner.